# 日本のサッカー選手一覧
日本のサッカー選手一覧（にほんのサッカーせんしゅいちらん）は、日本出身のサッカー選手の一覧である。Category:日本のサッカー選手も参照。 A代表経験者に A を付記する。†印
は故人。
| あ い う え お か き く け こ さ し す せ そ た ち つ て と な に ぬ ね の は ひ ふ へ ほ ま み む め も や ゆ よ ら り る れ ろ わ / 関連項目 / 外部リンク |

## 選手一覧

### あ
- 阿井達也
- 相川進也
- 相澤貴志
- 相原央
- 相原豊
- 阿江孝一
- 青井健
- 青木孝太
- 青木翔大
- 青木拓矢
- 青木剛 A
- †青木要三 A
- 青木良太
- 青嶋文明
- 青田翔
- 青野慎也
- 青野大介
- 青葉幸洋
- 青山隼
- 青山敏弘 A
- 青山直晃
- 赤井秀一
- 赤井秀行
- 赤池保幸
- 赤尾公
- 赤崎秀平
- 赤司大輔
- 赤羽邦彦
- 赤星貴文
- 赤星拓
- 赤嶺真吾
- 安藝正俊
- 秋田英義
- 秋田政輝
- 秋田豊 A
- 秋野央樹
- 秋葉忠宏
- 秋葉信秀
- 秋葉勝
- 秋葉勇志
- 秋葉陽一
- 秋葉竜児
- 秋元雅博
- 秋本倫孝
- 秋元陽太
- 秋山大地
- 秋吉泰佑
- 阿久津貴志
- 浅井俊光
- †浅岡朝泰 A
- 浅田大樹
- 浅沼達也
- 浅野薫
- 浅野拓磨 A
- 浅野哲也 A
- 浅野裕史
- 朝日大輔
- 朝比奈伸
- 朝比奈祐作
- 浅見和正
- 浅見俊雄
- 浅利悟
- 足利道夫 A
- 芦川昌彦
- 足助翔
- 東純一郎
- 東崇史
- 東広樹
- 東浩史
- 東泰
- 麻生瞬
- 麻生浩志
- 足立修
- 安達貞至
- 足達勇輔
- 安達亮
- 足立原健二
- 熱田眞
- 安彦考真
- 阿部謙作
- 阿部嵩
- 阿部翔平
- 阿部拓馬
- 阿部巧
- 阿部哲也
- 阿部敏之
- 阿部伸行
- 阿部博一
- 安部裕之
- 阿部浩之 A
- 阿部文一朗
- 阿部勇樹 A
- 安部雄大
- 阿部祐大朗
- 阿部陽輔
- 阿部良則
- 阿部吉朗
- 天野恒太
- 雨野裕介
- 天野貴史
- 天羽良輔
- †荒井公三 A
- 新井純平（1989年生）
- 新井純平（1994年生）
- 新井章太
- 新井翔太
- 荒維大地
- 新居辰基
- 新井辰也
- 新井直人
- 新井涼平
- 新井健二
- 新井場徹
- 荒木大吾
- 荒木隼人 A
- 荒木亮次
- 新崎直哉
- 荒田智之
- 荒谷弘樹
- 荒野拓馬
- 荒堀謙次
- 有薗真吾
- 有田一矢
- 有田光希
- 有田光成
- 有永一生
- 有馬賢二
- †有馬暎夫 A
- 有馬洪 A
- 有光亮太
- 有村光史
- 阿波加俊太
- 阿渡真也
- 安在和樹
- 安藤淳
- 安藤駿介
- 安藤淳也
- 安藤智安
- 安藤由翔
- 安藤寛明
- †安藤正俊
- 安藤正裕 A
- 安間貴義

### い
- 飯尾一慶
- 飯尾和也
- 飯尾竜太朗
- 飯倉大樹
- 伊池翔吾
- 飯島寿久
- 飯島慎
- 飯田正吾
- 飯田健巳
- 飯田真輝
- 飯田涼
- 飯田優二
- 飯塚亮
- 飯塚渉
- 家木大輔
- 家長昭博 A
- 伊賀貴一
- 五十嵐和也
- 猪狩佑貴
- 井川祐輔
- 生津将司
- 生口明宏
- 池内豊 A
- 池内友彦
- 池上寿之
- 池上礼一
- †池島信平
- 池田圭
- 池田司信 A
- 池田昇平
- 池田達哉
- 池田伸康
- 池田太
- 池田昌広
- 池田学
- 池田雄大
- 池田学徳
- 池田洋二
- 池ノ上俊一
- 池端陽介
- 池松秀明
- 池元友樹
- 池谷友良
- †生駒友彦 A
- 井澤惇
- 伊澤篤
- 石井謙伍
- 石井健太
- 石井茂巳 A
- 石井壮二郎
- 石井俊也
- 石井知幸
- 石井肇
- 石井秀典
- 石井正忠
- 石井雄真
- 石井豊
- 石井豪
- †石井義信 A
- 石神幸征
- 石神直哉
- 石神良訓 A
- 石亀晃
- 石川慧
- 石川研
- 石川健太郎
- 石川康
- 石川翔二
- 石川竜也
- 石川直樹 (サッカー選手)
- 石川直人
- 石川直宏 A
- 石川大徳
- 石川雅博
- 石川貢 (サッカー選手)
- 石川裕司
- 石川龍太
- 石黒智久
- 石毛秀樹
- 石崎信弘
- 石崎雄樹
- 石澤典明
- 石末龍治
- 石田英之
- 石田博行
- 石田雅人
- 石田祐樹
- 石田良輔
- 石舘靖樹
- 石谷吾一
- 石津大介
- 石塚啓次
- 石堂和人
- 石野秀多
- 石野竜二
- 石橋直希
- 石原克哉
- 石原大助
- 石原崇兆
- 石原卓
- 石原直樹
- 石櫃洋祐
- 石丸清隆
- 泉谷光紀
- 和泉新
- 和泉茂徳
- 泉政伸 A
- 泉澤仁
- 礒貝洋光 A
- 磯崎敬太
- 礒田由和
- 磯部和彦
- 磯村亮太
- 磯山和司
- 井田勝通
- 板橋裕也
- 市川恵多
- 市川大祐 A
- 市川友也 (サッカー選手)
- 市川雅彦
- 市川祐樹
- 一木太郎
- 市橋時蔵 A
- 市原大嗣
- 市原充喜
- 市村篤司
- 一柳夢吾
- 一柳穣
- 井筒和之
- 井出遥也
- 井手口純
- 井手口正昭
- 伊藤彰 (サッカー選手)
- 伊藤敦樹 A
- 伊藤淳嗣
- 伊藤楓 (サッカー選手)
- 伊藤和基
- 伊藤和磨
- 伊藤和也 (サッカー選手)
- 伊藤健一 (サッカー選手)
- 伊藤剛 (サッカー選手)
- 伊東俊
- 伊藤翔
- 伊藤卓 (サッカー選手)
- 伊藤大介
- 伊藤拓真
- 伊藤卓弥
- 伊藤琢矢
- 伊藤健史
- 伊藤壇
- 伊藤庸夫
- 伊藤哲也
- 伊東輝悦 A
- 伊藤友彦
- 伊藤直司 A
- 伊藤宏樹
- 伊藤博幹
- 伊藤雅範
- 伊藤将大
- 伊藤勇士
- 伊藤裕二
- 伊藤優汰
- 伊東幸敏
- 伊藤優津樹
- 伊藤竜司
- 伊藤涼太郎 A
- 糸数昌太
- 稲垣和弥
- 稲垣順
- 稲垣博行
- 稲田康志
- 稲葉久人
- 井波靖奈
- 稲本潤一 A
- 稲森克尚
- 乾大知
- 乾貴士 A
- 乾貴哉
- 乾達朗
- 犬飼智也
- 犬飼基昭
- 犬塚友輔
- 井上敦史
- 井上和馬
- 井上健 (サッカー選手) A
- 井上公平
- 井上翔太 (サッカー選手)
- 井上平
- 井上孝浩
- 井上秀人
- 井上雄幾
- 井上裕大
- 井上亮太
- 井上渉
- 伊野波雅彦 A
- 井畑翔太郎
- 井幡博康
- 井林章
- 井原正巳 A
- 井原康秀
- 指宿洋史
- 今井敬三 A
- 今井昌太
- 今井大悟
- 今井敏明
- 今井智基
- 今井雅隆
- 今井祐介
- 今川正浩
- 今西和男 A
- 今村博治 A
- 今村義朗
- 今矢直城
- 入江徹
- 入江利和
- 入船和真
- 岩井厚裕
- 岩尾憲
- 岩上祐三
- 岩倉一弥
- 岩崎泰之
- 岩崎悠人 A
- 岩崎陽平
- 岩下敬輔
- 岩瀬健
- 岩田正太
- 岩田大樹
- 岩田卓也
- 岩舘直
- 岩舘侑哉
- †岩谷俊夫 A
- 岩永雄太
- 岩波拓也
- 岩沼俊介
- †岩淵功 A
- 岩渕弘幹
- 岩渕良太
- †岩間友次
- 岩間雄大
- 岩政大樹 A
- 岩丸史也
- 岩村貴久
- 岩本輝雄 A
- 岩元洋成
- 岩本文昭

### う
- ヴィンセント・ケイン
- 上赤坂佳孝
- 植木繁晴 A
- 植草裕樹
- 上里一将
- 上里琢文
- 上田綺世A
- 上杉哲平
- 上田栄治
- 上田康太
- 上田滋夢
- †上田忠彦 A
- 上田常幸
- 植田直通A
- 上田実
- 植田元輝
- 植田龍仁朗
- 上田陵弥
- 上谷暢宏
- 上野拓也
- 上野展裕
- 上野秀章
- 上野優作
- 上野良治 A
- 上野山信行
- 上原エドウィン
- 上原慎也
- 上原力也
- 植村慶
- 上村健一 A
- 植村修一
- 上村崇士
- 上本大海
- 上山熊之助
- 宇賀神友弥
- 浮氣哲郎
- 右近徳太郎 A
- 宇佐美貴史 A
- 宇佐美宏和
- 氏家貴士
- 氏家英行
- 牛之濱拓
- 牛鼻健
- 氏原良二
- 碓井健平
- 臼井幸平
- 臼井仁志
- 碓井博行 A
- 内薗大貴
- 内田篤人 A
- 内田一夫
- 内田和志
- 内田健太
- 内田昂輔
- 内田航平
- 内田潤
- 内田宝寿
- 内田達也
- 内田利広
- 内田智也
- 内田大貴
- 内田裕斗
- 内田錬平
- 内舘秀樹
- 内野貴志
- 内野正雄 A
- 内林広高
- 内間安路
- 内村圭宏
- 内山篤 A
- 内山俊彦
- 内山俊彦 (1989年生のサッカー選手)
- 内山勝 A
- 宇野秀徳
- 宇野沢祐次
- 祖母井秀隆
- 梅井大輝
- 梅崎司 A
- 梅田高志
- 梅田直哉
- 梅鉢貴秀
- 梅山修
- 浦上壮史
- 浦島貴大
- 浦田樹
- 浦田延尚
- 浦田尚希
- 卜部太郎
- 宇留野純

### え
- 江川重光
- 江口倫司
- 江後賢一
- 江崎一仁
- 江坂任
- 江尻篤彦
- エスクデロ・セルヒオ
- 江角浩司
- 江添建次郎
- 枝村匠馬
- 枝本雄一郎
- 越後和男 A
- 越後雄太
- 衛藤裕
- 榎本達也
- 榎本哲也
- 榎本潤
- 海老澤宏樹
- 蛯沢匠吾
- 江本城幸
- エルサムニー・アリー
- エルサムニー・オサマ
- 遠藤彰弘
- 遠藤敬佑
- 遠藤大志
- 遠藤孝弘
- 遠藤真仁
- 遠藤雅大 A
- 遠藤康
- 遠藤保仁 A
- 遠藤航 A

### お
- 尾泉大樹
- 種田孝一 A
- 扇原貴宏 A
- 網田慎
- 近江孝行
- 近江友介 A
- 大井健太郎
- 大井成元 (サッカー選手)
- 大井啓世
- 大石明日希
- 大石隆夫
- 大石尚哉
- 大石治寿
- 大石鉄也
- 大石信幸 A
- 大石玲
- 大岩一貴
- 大岩剛 A
- 大江勇詞
- 大榎克己 A
- 大神友明
- 大河原亮
- 大木勉
- 大木武
- 大久保賢
- 大久保剛志
- 大久保悟 (サッカー選手)
- 大久保翔
- 大久保貴広
- 大久保択生
- 大久保毅
- 大久保哲哉
- 大久保誠
- 大久保将人
- 大久保裕樹
- 大久保嘉人 A
- 大熊清
- 大熊裕司
- 大倉智
- 大黒将志 A
- 大﨑淳矢
- 大迫希
- 大迫勇也 A
- 大沢朋也
- 大柴克友
- 大柴健二
- 大島嵩弘
- 大島翼
- 大島治男
- 大島秀夫
- 大島康明
- 大島僚太
- 大杉誠人
- 大瀬良直人
- 太田岳志
- 太田圭祐
- 太田圭輔
- 太田恵介
- 太田敬人
- 太田弦貴
- 太田宏介 A
- 太田康介
- 太田貴光
- 太田徹郎
- 太田裕和
- 太田雅之
- 太田吉彰
- 大嶽直人 A
- 大嶽真人
- 大竹洋平
- 大竹隆人
- 大谷圭志
- 大谷幸輝
- 大谷四郎
- 大谷武大
- 大谷秀和
- 大谷昌司
- 大谷一二 A
- 大津祐樹 A
- 大塚和征
- 大塚翔太
- 大塚翔平
- 大塚真司
- 大塚智之
- 大塚靖治
- 大槻周平
- 大槻毅
- 大槻紘士
- 大槻優平
- 大坪博和
- 大友慧
- 大西孝治
- 大西康平
- 大西勝吾
- 大西貴
- 大西忠生 A
- 大西容平
- 大野和成
- 大野俊三 (サッカー選手)
- 大野毅 A
- 大野敏隆
- 大埜正雄 A
- 大野貴史
- 大野哲煥
- 大場啓
- 大場健史
- 大橋謙三 A
- 大橋直矢
- 大橋正博
- 大橋基史
- 大橋祐紀 A
- 大橋良隆
- 大畑隼哉
- 大畑拓也
- 大原卓丈
- 大渕龍介
- 大前元紀
- 大町将梧
- 大豆生田詔平
- 大道広幸
- 大南拓磨 A
- 大村和市郎 A
- 大本忠輝
- 大森健作
- 大森晃太郎
- 大森誠二
- 大森啓生
- 大森征之
- 大屋翼
- 大山恭平
- 大山俊輔
- 大山直大
- 大和田真史
- 岡大生
- 岡卓磨
- 岡崎和也 (サッカー選手)
- 岡崎建哉
- 岡崎慎司 A
- 小笠原満男 A
- 小笠原侑生
- 岡島清延
- 岡島俊樹
- 岡田翔平
- 岡田大 (サッカー選手)
- 岡田武史 A
- 岡田武瑠
- 緒方光彦
- 岡田佑樹
- 岡田祐政
- 岡田吉夫 A
- 岡田隆
- 岡田亮太
- 岡田一隆
- 岡谷良
- 岡田明久
- 岡中勇人
- 岡西宏祐
- 岡根直哉
- 岡野洵
- 岡野俊一郎 A
- 岡野雅行 (サッカー選手) A
- 岡野良定
- 岡部拓人
- 岡光龍三
- 岡村和哉
- 岡村政幸
- 岡村宜城
- 岡本淳一
- 岡本拓也
- 岡本剛史
- 岡本武行
- 岡本達也
- 岡元勇人
- 岡本久敬 A
- 岡本英也
- 岡本昌弘
- 岡本賢明
- 岡本勇輝
- 岡本隆吾
- 岡本竜之介
- 岡本知剛
- 岡山一成
- 岡山哲也
- 小川慶治朗
- 小川航基
- 小川誠一
- 小川大貴
- 小川巧
- 小川直毅
- 小川久範
- 小川雅己
- 小川佳純
- 小城得達 A
- 荻晃太
- 興津大三
- 荻野賢次郎
- 沖野隆幸
- 沖野等
- 沖宗敏彦 A
- 荻原健太
- †奥大介 A
- 奥井諒
- 奥田大二郎
- 奥田達朗
- 奥寺康彦 A
- 奥友敏朗
- 奥抜侃志 A
- 奥野誠一郎
- 奥埜博亮
- 奥野僚右
- 奥原崇
- 屋宮大地
- 奥山卓廊
- 奥山達之
- 奥山武宰士
- 奥山泰裕
- 小倉一浩
- 小椋祥平
- 小倉裕介
- 小倉隆史 A
- 尾崎瑛一郎
- 尾崎加寿夫 A
- 尾崎勇史
- 尾崎雄二
- 長田道泰
- 小山内貴哉
- 小澤修一
- 小澤巧
- 小澤司
- 小澤光
- 小澤英明
- 小沢通宏 A
- 小澤雄希
- 押谷祐樹
- 小田切道治
- 小田島隆幸
- 越智隼人
- 越智亮介
- 落合徳太
- 落合弘 A
- 落合正幸 (サッカー選手)
- オナイウ阿道
- 鬼木達
- 鬼武健二
- 小野信義
- 小野伸二 A
- 小野貴裕
- 小野隆儀
- 小野卓爾
- 小野智吉
- 小野博信
- 小野正朋
- 小野裕二
- 小野雄平
- 尾上勇也
- 小野瀬康介
- 小野寺達也
- 小幡純平
- 小畑実 (サッカー選手)
- 小花浩司
- 小原秀男
- 小原光城
- 小原謙吾
- 尾亦弘友希
- 小見幸隆 A
- 小村徳男 A
- 尾本敬
- 織田秀和

### か
- 甲斐公博
- 甲斐敬介
- 甲斐修侍
- 海本慶治 A
- 海本幸治郎
- 嘉悦秀明
- 加賀健一
- 加賀見健介
- 加賀美翔
- 加々美太一
- 香川幸 A
- 香川真司 A
- 賀川太郎 A
- 賀川浩
- 垣内友二
- 柿谷曜一朗 A
- 柿本健太
- 柿本倫明
- 角田誠
- 掛川誠
- 景山健司
- 影山貴志
- 影山雅永
- 影山由高
- 笠井健太
- 笠川永太
- 笠木新
- 笠原恵太
- 笠原宗太
- 笠原昂史
- 風間宏希
- 風間宏矢
- 風間八宏 A
- 加地亮 A
- 梶川諒太
- 梶野智
- 梶野智幸 A
- 柏原丈二
- 梶山陽平
- 柏好文
- 柏木陽介 A
- 柏瀬暁
- 梶原公
- 数野篤人
- 數馬正浩
- 片岡功二
- 片岡洋介
- 片桐淳至
- 片根健児
- 片野寛理
- 片野坂知宏
- 片渕浩一郎
- 片山奨典
- 片山洋 A
- 片山真人
- 勝野正之
- 勝俣進
- 勝又慶典
- 勝見壮史
- 勝矢寿延 A
- 桂秀樹
- 加藤健太
- 加藤弘堅
- 加藤恒平 A
- 加藤淳也 (サッカー選手)
- 加藤慎也
- 加藤大志
- 加藤豪宏
- 加藤毅 (サッカー選手)
- 加藤寿一 (1969年生のサッカー選手)
- 加藤寿一 (1981年生のサッカー選手)
- 加藤望
- 加藤順大
- 加藤信幸 A
- 加藤久 A
- 加藤秀典
- 加藤広樹
- 加藤正明 (サッカー選手) A
- 加藤大 (サッカー選手)
- 加藤光雄 A
- 加藤元気
- 加藤泰明
- 加藤康弘
- 加藤友介
- 加藤好男 A
- 加藤善之
- 加藤竜二
- 門田幸二
- 金井貢史
- 金生谷仁
- 金川幸司
- 金久保彩
- 金久保順
- 金崎夢生 A
- 金沢浄
- 金澤慎
- 金澤崇文
- 金澤大将
- 金沢亮
- 金澤宏 A
- 金園英学
- 我那覇和樹 A
- 金守貴紀
- 金森健志
- 金守智哉
- 金山隼樹
- 可児壮隆
- 金井大樹
- 金子翔太
- 金子慎二
- 金古聖司
- 金子剛
- 金子久 A
- 金子昌広
- 金子勇樹
- 金子豊
- 兼田亜季重
- 金田喜稔 A
- 金光栄大
- 兼本正光
- 金本圭太
- 狩野新
- 狩野健太
- 加納孝 A
- 狩野倫久
- 鏑木豪
- 鏑木享
- 鏑木亮吾
- 加部未蘭
- 釜田佳吾
- 鎌田祥平
- 鎌田翔雅
- 鎌田次郎
- 鎌田光夫 A
- 釜本邦茂 A
- 上久雄 A
- 上川徹
- 上條宏晃
- 上園和明
- 嘉味田隼
- 上永吉英文
- 上福元直人
- 神丸洋一
- 神村奨
- 上村祐司
- 神山竜一
- 亀川諒史
- 亀崎鮎太
- 亀田明広
- 加茂周
- 加茂正五 A
- 加茂健 A
- 鴨川奨
- 鴨志田誉
- 蒲原達也
- 加門亮兵
- 賀谷英司
- 唐井直
- 唐澤大夢
- 辛島啓珠
- カレン・ロバート
- 川井健太
- 川井光一
- 川合孝治
- 河合崇泰
- 河合雄介
- 河井陽介
- 河合竜二
- 川勝博康
- 川勝良一 A
- 川上信夫 A
- 川上典洋
- 川北裕介
- 川口晃
- 河口真一
- 川口卓哉
- 川口剛史
- 川口尚紀
- 川口信男
- 川口正人
- 川口能活 A
- 川崎健太郎
- 川崎元気
- 川崎陽介
- 川島永嗣 A
- 川島眞也
- 川島大地
- 川島正士
- 川添孝一
- 川田和宏
- 河田晃兵
- 川田修平
- 河内勝幸 A
- 川辺隆弥
- 川鍋良祐
- 川浪吾郎
- 川西翔太
- 川西武彦 A
- 河野和正
- 河野健一
- 川野淳次 A
- 河野大星
- 河野広貴
- 河野諒祐
- 河端和哉
- 河原和寿
- 川原周剛
- 河原忠明
- 川原達也
- 河原正治
- 川淵三郎 A
- 川邊裕紀
- 川辺駿
- 川前力也
- 川又堅碁
- 川俣慎一郎
- 川俣則幸
- 川股要佑
- 川村淳一
- 川村拓夢 A
- 河村孝
- 河村崇大
- 河村優
- 河本明人
- 川本治
- 川本泰三 A
- 川元正英
- 川本良二
- 菅和範
- 神崎大輔
- 神崎亮佑
- 神田勝夫 A
- 神田文之
- 神田夢実
- 菅野将太
- 菅野哲也
- 菅野将晃
- 上原洋史
- 神戸清雄

### き
- 黄川田賢司
- 菊岡拓朗
- 菊川凱夫 A
- 菊池完
- 菊地光将
- 菊池新吉 A
- 菊池大介
- 菊池利三
- 菊池直喜
- 菊地直哉 A
- 菊原志郎 A
- 菊原伸郎
- 木坂規矩三 A
- 木澤正徳
- 貴志俊治
- 紀氏隆秀
- 岸奥裕二 A
- 岸田和人
- 岸田茂樹
- 岸田翔平
- 木下健生
- 岸田裕樹
- 岸野靖之
- 木島敦
- 木島徹也
- 木島悠
- 木島良輔
- 岸本浩右
- 北一真
- 喜多健二
- 喜田拓也
- 北慎
- 喜多靖
- 北井佑季
- 北内耕成
- 北川佳男
- 北口晃 A
- 北澤豪 A
- 北嶋秀朗 A
- 北島義生
- 北爪健吾
- 北出勉
- 北出尚大
- 木谷公亮
- 北野翔
- 北野貴之
- 北野誠 (サッカー選手)
- 北原健二
- 北原毅之
- 北堀尚幸
- 北村知隆
- 北村春吉 A
- 北村隆二
- 北本久仁衛
- 北脇健慈
- 北脇里規
- 吉瀬広志
- 木寺浩一
- 寄特直人
- 喜名哲裕
- 木野陽
- 喜熨斗勝史
- 木下桂
- 木下康介
- 木下高彰
- 木下正貴
- 木下淑晶
- 木之本興三
- 木場昌雄
- 木原正和
- 木藤健太
- 木部未嵐
- 金成汗 A
- 金容植 A
- 木村敦志
- 木村現 A
- 木村和司 A
- 木村浩吉 (サッカー選手)
- 木村光佑 (サッカー選手)
- 木村勝太
- 木村孝洋
- 木村龍朗
- 木村哲昌
- 木村直樹 (サッカー選手)
- 木村文治
- 木村誠 (サッカー選手)
- 木村允彦
- 木村裕
- 木村祐志
- 木本敬介
- 樹森大介
- 喜山康平
- 木山隆之
- 行徳浩二
- 京谷和幸
- 清川浩行
- 清雲栄純 A
- 清武功暉
- 清武弘嗣 A
- 清原翔平
- 清本拓己
- 桐田英樹
- 桐畑和繁
- キローラン木鈴
- キローラン菜入
- キローラン裕人
- 金城クリストファー達樹

### く
- 釘崎康臣
- 久木田紳吾
- 久木野聡
- 草木克洋 A
- 草野修治
- 櫛田一斗
- 櫛野亮
- 櫛引一紀
- 櫛引政敏
- 櫛引実
- 楠神順平
- 楠瀬章仁
- 楠瀬直木
- 楠美圭史
- 久高友雄
- 轡田隆史
- 久藤清一
- 工藤浩平
- †工藤壮人 A
- 工藤光輝
- 工藤祐生
- 工藤由夢
- 国枝強 A
- 國吉貴博
- 久野純弥
- 久野智昭
- 久場光
- 久場政朋
- 久保竜彦 A
- 久保裕也 (サッカー選手)
- 久保田陽
- 久保田勲
- 久保田圭一
- 久保田学
- 窪田龍二
- 久保山雅彦
- 久保山由清
- 久保裕一
- 熊谷アンドリュー
- 熊谷浩二
- 熊谷雅彦
- 熊澤圭祐
- 熊田喜則
- 熊林親吾
- 久米一正
- 公文裕明
- 藏川洋平
- 蔵田岬平
- 藏田茂樹
- 倉田秋
- 倉田安治 A
- 倉貫一毅
- 倉又寿雄
- 倉本崇史
- 栗澤僚一
- 栗田泰次郎
- 栗原明洋
- 栗原克志
- 栗原圭介
- 栗原勇蔵 A
- 栗本直
- 栗山直樹
- 栗山裕貴
- 黒河貴矢
- 黒木恭平
- 黒木晃平
- 黒木聖仁
- 黒崎久志 A
- 黒津勝
- 黒部光昭 A
- 桒田慎一朗
- 桑田隆幸 A
- 桑野智一
- 桑原一太
- 桑原勝義 A
- 桑原隆
- 桑原剛
- 桑原弘之
- 桑原裕義
- †桑原楽之 A

### け
- 慶越雄二
- 玄新哲
- 源平貴久

### こ
- 呉大陸
- 小池純輝
- 小池知己
- 小池悠貴
- 小池龍太 A
- 小石龍臣
- 小泉訓
- 小泉淳嗣
- 小泉勇人
- 小井手翔太
- 小井土正亮
- 高祖和弘
- 幸田将和
- 河野和久 A
- 幸野志有人
- 河野淳吾
- 河野直人
- 河本裕之
- 興梠慎三 A
- 古賀一成 (サッカー選手)
- 古賀聡
- 古賀誠史
- 古賀琢磨
- 古賀正人
- 古賀正紘
- 小門洋一
- 御給匠
- 小久保純
- 國領一平
- 小暮大器
- 木暮郁哉
- 小暮直樹
- 苔口卓也
- 小阪昭典
- 小澤竜己
- 越田剛史 A
- 小柴翔太
- 小島伸幸 A
- 小島宏美 A
- 小島弘已
- 小島光顕
- 越水将一
- 小島秀仁
- 小杉敏之
- 小杉光正
- 小滝強
- 小滝春男
- 小滝勇一
- 児玉新
- 児玉剛
- 児玉雄一
- 東風淳
- 小塚和季
- 小手川宏基
- 小寺一生
- 小寺優輝
- 後藤寛太
- 後藤圭太
- 後藤純二
- 後藤崇介
- 後藤太郎
- 後藤裕司
- 後藤優介
- 後藤靭雄 A
- 後藤義一
- 後藤涼
- 小長谷喜久男
- 古西祥
- 小畑穣 A
- 小林幸一
- 小林大海
- 小林悟 (サッカー選手)
- 古林将太
- 小林伸二
- 小林慎二
- 小林大悟 A
- 小林卓也
- 小林忠生 A
- 小林竜樹 (サッカー選手)
- 小林久晃 (1979年生のサッカー選手)
- 小林秀征
- 小林弘記
- 小林寛 (サッカー選手)
- 小林浩孝
- 小林宏之 (サッカー選手)
- 小林史八
- 小林成光
- 小林稔 (サッカー選手)
- 小林康剛
- 小林悠 (サッカー選手)
- 小林祐希
- 小林裕紀
- 小林優希
- 小林祐介 (サッカー選手)
- 小林祐三
- 小林陽介
- 小林慶行
- 小林亮
- 小林亮太
- 小原章吾
- 小原昇
- 小針清允
- 小林一貴
- 小檜山譲
- 駒井善成
- 古前田充 A
- 古俣健次
- 小松晃
- 小松憲太
- 小松塁
- 小松崎保
- 小松原学
- 駒野友一 A
- 小湊隆延
- 小峯隆幸
- 小峯拓也
- 込山和樹
- 小宮山尊信
- 小森田友明
- 小柳達司
- 小谷野顕治
- 小山健二
- 小山大樹
- 小山泰志
- 小山拓土
- 五領淳樹
- 近彰彦
- 権田修一 A
- 近藤岳登
- 近藤健一
- 今藤幸治 A
- 近藤隆信
- 近藤徹志
- 近藤直也 A
- 権東勇介
- 近藤祐介
- 近藤祐輔
- 今野章
- 今野泰幸 A

### さ
- 雑賀友洋
- 税所義博
- 財前恵一
- 財前宣之
- 財津俊一郎
- 斉藤和夫 A
- 齊藤和樹
- 斎藤克幸
- 斉藤乙
- 斉藤紀由
- 斎藤広野
- 斎藤才三 A
- 斎藤翔太（1996年生）
- 斎藤翔太（1994年生）
- 齋藤誠一
- 斉藤誠司
- 斉藤大介
- 斎藤大輔
- 斉藤匠
- 斉藤俊秀 A
- 斎藤豪人
- 齋藤将基
- 斉藤雅人
- 斎藤雅也
- 齊藤晃義
- 齋藤学 A
- 斎藤雄大
- 斎藤陽介
- 齋藤竜
- 齊藤隆成
- 齋藤良平
- 財満博文
- 佐伯直哉
- 佐伯博司 A
- 佐賀一平
- 境秋範
- 栄井健太郎
- 酒井高徳 A
- 坂井将吾
- 酒井貴政
- 坂井達弥
- 酒井友之 A
- 酒井直樹 (サッカー選手) A
- 酒井宣福
- 酒井宏樹 A
- 坂井浩
- 酒井靖雄
- 酒井悠基
- 坂井洋平
- 酒井隆介
- 酒井良
- 境田雅章
- 榊翔太
- 阪倉裕二 A
- 坂下博之 A
- 阪田章裕
- 坂田大輔 A
- 坂田記一
- 坂田良太
- 相根澄
- 阪野豊史
- 坂本一輝
- 阪本一仁
- 坂本和哉
- 坂本紘司
- 坂本貴浩
- 坂本武久
- 坂本將貴
- 坂元要介
- 嵜本晋輔
- 崎谷誠一 A
- 作田裕次
- 佐久間悟
- 桜井啓
- 桜井繁
- 桜井鐘吾
- 桜井孝司
- 桜井直人
- 桜井直哉
- 桜井正人
- 櫻内渚
- 櫻田和樹
- 櫻田真平
- 酒本憲幸
- 迫井深也
- 笹垣拓也
- 笹垣亮介
- 佐々木一輝
- 佐々木康治 A
- 佐々木翔 (サッカー選手)
- 佐々木丈文
- 佐々木則夫 (サッカー指導者)
- 佐々木勇人
- 佐々木仁 (サッカー選手)
- 佐々木等
- 佐々木博和
- 佐々木雅尚 A
- 佐々木竜太
- 笹原義巳
- 佐田繁理
- 佐田聡太郎
- 貞富信宏
- 薩川了洋
- 佐藤昭大
- 佐藤晃大
- 佐藤英二
- 佐藤大実
- 佐藤楓 (サッカー選手)
- 佐藤一樹
- 佐藤和樹
- 佐藤和弘 (サッカー選手)
- 佐藤謙介
- 佐藤健太郎 (サッカー選手)
- 佐藤洸一
- 佐藤光治
- 佐藤聡
- 佐藤遵樹
- 佐藤祥
- 佐藤昌吉
- 佐藤城介
- 佐藤尽
- 佐藤真一 (サッカー選手)
- 佐藤慎之介
- 佐藤真也
- †佐藤大基
- 佐藤大樹 (サッカー選手)
- 佐藤大典
- 佐藤大介 (サッカー選手)
- 佐藤拓也 (サッカー選手)
- 佐藤辰男 (サッカー選手)
- 佐藤長栄 A
- 佐藤敦 (サッカー選手)
- 佐藤健 (サッカー選手)
- 佐藤陽彦
- 佐藤寿人 A
- 佐藤永志
- 佐藤弘明 A
- 佐藤浩
- 佐藤正美 (サッカー選手)
- 佐藤将也
- 佐藤穣
- 佐藤康之
- 佐藤悠希
- 佐藤悠介
- 佐藤祐介
- 佐藤勇人 A
- 佐藤優平
- 佐藤優也
- 佐藤由紀彦
- 佐藤洋平
- 佐藤慶明 A
- 佐藤佳成
- 佐藤由将
- 佐藤龍之介 A
- 佐藤亮 (サッカー選手)
- 里内猛
- 里見仁義
- 真田雅則
- 實藤友紀
- 実信憲明
- 實好礼忠
- 佐野海舟 A
- 佐野克彦
- 佐野航大 A
- 佐野直史
- 佐野達 A
- 佐野友昭
- 佐野裕哉
- 佐野理平 A
- 佐原秀樹
- 鮫島晃太
- 猿沢茂
- 猿田浩得
- 澤昌克
- 沢入重雄
- 澤潟節 A
- 澤口雅彦
- 沢田謙太郎 A
- 澤田博之
- 澤田和樹
- 澤登正朗 A
- 三渡洲アデミール
- 三都主アレサンドロ A
- 三渡洲舞人
- 三本菅崇

### し
- 椎名一馬
- 椎名伸志
- 椎原拓也
- 塩川岳人
- 塩沢勝吾
- 塩澤敏彦
- 塩田仁史
- 塩谷伸介
- 塩谷司
- 志垣良
- 式田高義
- 重田征紀
- 重成俊弥
- 茂原岳人
- 重松健太郎
- 重松良典 A
- 重光貴葵
- 志治達雄 A
- 地頭薗雅弥
- 地主園秀美
- 篠福太郎
- 篠島秀雄 A
- 篠田善之
- イッペイ・シノヅカ
- 篠永博之
- 篠原弘次郎
- 篠原聖
- 柴暢彦
- 柴小屋雄一
- 柴崎岳
- 柴崎邦博
- 柴崎晃誠
- 柴崎貴広
- 柴田峡
- 柴田慎吾
- 柴田大地
- 柴原誠
- 柴村直弥
- 渋谷飛翔
- 渋谷洋樹
- 島卓視
- 島岡健太
- 島川俊郎
- 島嵜佑
- 島田周輔
- 嶋田正吾
- 島田貴裕
- 島田秀夫
- 島田祐輝
- 島田裕介
- 島田譲
- 嶋谷征四郎 A
- 島津一也
- 島津虎史
- 島貫純
- 島袋信介
- 島村毅
- 島屋八徳
- 清水一平
- 清水慶記
- 清水圭介
- 清水健太
- 清水航平
- 清水康也
- 清水純
- 清水慎太郎
- 清水範久
- 清水秀彦
- 清水直右衛門 A
- 清水金二郎 A
- 志村滉
- 下川健一 A
- 下川誠吾
- 下地奨
- 下司隆士
- 下條佳明
- 下田光平
- 下田崇 A
- 霜田正浩
- 下平隆宏
- 下畠翔吾
- 下平匠
- 下村東美
- 下村悠太
- 下村幸男 A
- シュタルフ・悠紀・リヒャルト
- 修行智仁
- 首藤慎一
- シュナイダー潤之介
- 城彰二 A
- 城後寿
- 昌子源
- 庄司太己
- 庄司孝
- 庄司悦大
- 城定信次
- 城福浩
- 白井淳
- 白井康介
- 白井脩平
- 白井博幸
- 白井三津雄
- 白井裕人
- 白石聡
- 白尾秀人
- 白川伸也
- 白子哲平
- 白崎凌兵
- 白澤久則
- 白谷建人
- 白山貴俊
- 新裕太朗
- 眞行寺和彦
- 新里彰平
- 新里裕之
- 新里亮
- 新條宏喜
- 新中剛史
- 信藤健仁 A
- 信藤健太
- 神野卓哉
- 新明正広

### す
- 末岡圀孝 A
- 末岡龍二
- 末吉隼也
- 菅井直樹
- 菅嶋弘希
- 菅沼駿哉
- 菅沼実
- 菅野賢一
- 菅野裕二 A
- 菅原太郎
- 菅又哲男 A
- 菅原康太
- 菅原智
- 菅原渉
- 杉浦恭平
- 杉浦大輔
- 鋤柄昌宏
- 杉村正二郎 A
- 杉本恵太
- 杉本健勇
- 杉本茂雄 A
- 杉本大地
- 杉本拓也
- 杉本真
- 杉本倫治
- 杉本竜士
- 杉山新
- 杉山弘一
- 杉山浩太
- 杉山琢也
- 杉山弾斗
- 杉山哲
- 杉山誠
- 杉山学
- 杉山洋一郎
- 杉山力裕
- 杉山隆一 A
- 杉本裕之
- 村主博正
- 菅野孝憲
- 須崎恭平
- 鈴鹿源太郎
- 鈴木一朗 (サッカー選手)
- 鈴木彩貴
- 鈴木和裕
- 鈴木勝大
- 鈴木克美
- 鈴木啓太 A
- 鈴木健児
- 鈴木健太
- 鈴木健太郎
- 鈴木孝司
- 鈴木彩艶 A
- 鈴木悟
- 鈴木重義 A
- 鈴木修人
- 鈴木俊
- 鈴木惇
- 鈴木淳 (1961年生のサッカー選手)
- 鈴木淳 (1987年生のサッカー選手)
- 鈴木淳之介 A
- 鈴木将太
- 鈴木翔太 (サッカー選手)
- 鈴木慎吾
- 鈴木真司
- 鈴木大輔 A
- 鈴木孝明
- 鈴木崇文
- 鈴木敬之
- 鈴木隆行 A
- 鈴木武一
- 鈴木健仁
- 鈴木達也 (1982年生のサッカー選手)
- 鈴木達也 (1983年生のサッカー選手)
- 鈴木達矢
- 鈴木保
- 鈴木弾
- 鈴木翼 (1990年生のサッカー選手)
- 鈴木翼 (1994年生のサッカー選手)
- 鈴木寿毅
- 鈴木智樹
- 鈴木智幸
- 鈴木伸貴
- 鈴木規郎
- 鈴木隼人
- 鈴木秀人 A
- 鈴木裕斗 (サッカー選手)
- 鈴木ブルーノ
- 鈴木政一
- 鈴木政紀
- 鈴木正治 A
- 鈴木正人
- 鈴木将也
- 鈴木満 (サッカー選手)
- 鈴木保男 A
- 鈴木康仁 A
- 鈴木唯人 A
- 鈴木祐輔
- 鈴木悠太 (サッカー選手)
- 鈴木雄太 (1987年生のサッカー選手)
- 鈴木雄太 (1990年生のサッカー選手)
- 鈴木雄斗
- 鈴木洋平
- 鈴木陽平
- 鈴木良和
- 鈴木隆雅
- 鈴木良三 A
- 鈴木椋大
- 鈴木徳彦
- 須田興輔
- 須田芳正
- 須田剛史
- 須藤茂光 A
- 須藤大輔
- 須藤右介
- 須永純
- 砂川太志
- 砂川誠
- 砂森和也
- 住田貴彦
- 住谷幸伸
- 諏訪雄大
- 諏訪園一吉

### せ
- 清野智秋
- 瀬尾清
- 瀬川和樹
- 瀬川誠
- 関憲太郎
- 関浩二
- 関隆倫
- 関雅至
- 関光博
- 関口訓充 A
- 関口圭亮
- 関口久雄 A
- 関田寛士
- 関塚隆
- 関戸健二
- 関根永悟
- 関根大輝
- 関原凌河
- 関本恒一
- 瀬口拓弥
- 瀬古歩夢 A
- 瀬田元吾
- 瀬田貴仁
- 瀬田竜彦 A
- 瀬戸貴幸
- 瀬戸春樹
- 瀬沼優司
- 妹尾隆佑
- 仙石廉
- 先崎勝也
- 千疋美徳

### そ
- 相馬大士
- 相馬崇人
- 相馬直樹 A
- 副島貴司
- 副島博志 A
- 曽我敬紀
- 曽ヶ端準 A
- 曽我部慶太
- 曽我部巧
- 曽田雄志
- 曽根康介
- 其田秀太
- 薗田淳
- 園田拓也
- 園部晃久
- 園部勉 A
- 染矢一樹
- 染谷悠太
- 征矢智和
- 反町一輝
- 反町康治 A
- 楚輪博

### た
- 代健司
- 泰澤秀幸
- 大仁邦彌 A
- 平聡
- 平智広
- 高井幸大 A
- 高木和正
- 高木和道 A
- 高木健旨
- 高木功 (サッカー選手)
- 高木駿
- 高木純平
- 高木大輔
- 高木貴弘
- 高木琢也 A
- 高木俊幸
- 高木成太
- 高木善朗
- 高木義成
- 高桑大二朗 A
- 高崎寛之
- 高嵜理貴
- 高崎亮平
- 高沢尚利
- 高須英暢
- 高須洋平
- 高杉亮太
- 高瀬証
- 高瀬優孝
- 高田栄二
- 高田一憲
- 高田一美 A
- 高田健太郎
- 高田静夫
- 高田純
- 高田哲也
- 高田豊治
- 高田寿典
- 高田昌明
- 高田保則
- 高地系治
- 高野光司
- 高野耕平
- 高野剛
- 髙萩洋次郎 A
- 高橋壱晟
- 高橋寛太
- 高橋健二
- 高橋健史
- 高橋周大
- 高橋峻希
- 高橋駿太
- 高橋祥平
- 高橋真一郎
- 高橋大輔
- 高橋拓也
- 高橋武夫 A
- 高橋豊二
- 高橋直樹
- 高橋夏樹
- 高橋延仁
- 高橋範夫
- 高橋秀人 A
- 高橋英辰
- 高橋昌大
- 高橋真登
- 高橋勇菊
- 高橋祐治
- 高橋悠馬
- 高橋泰
- 高橋義希
- 高橋良太
- 高橋祐太郎
- 高畠勉
- 高林隆 A
- 高林佑樹
- 高林敏夫 A
- 高原郁夫 A
- 高原寿康
- 高原直泰 A
- 高原幹
- 高部聖
- 高間武
- 高松健太郎
- 高松大樹 A
- 田上渉
- 高森泰男 A
- 高師康 A
- 高安亮介
- 髙柳一誠
- 高山英華
- 高山忠雄 A
- 高山洋平
- 高山薫
- 瀧通世 A
- 滝澤邦彦
- 田北雄気
- 瀧原直彬
- 田草川貴
- 多久島顕悟
- †田口光久 A
- 田口禎則
- 田口泰士
- 武井択也
- 竹内彬
- 竹内翼
- 竹内悌三 A
- 竹内涼
- 武岡優斗
- 竹重安希彦
- 武田英二郎
- 武田治郎
- 武田大
- 竹田忠嗣
- 武田亘弘
- 武田修宏 A
- 武田英明
- 武田博行
- 武田洋平
- 武富孝介
- 竹中公基
- 竹中穣
- 竹腰重丸 A
- 竹村栄哉
- 竹元義幸
- 田光仁重
- 田坂和昭 A
- 田阪祐治
- 田坂祐介
- 田沢浩之
- 田澤勇気
- 田嶋幸三 A
- 田島翔
- 田島宏晃
- 田尻健
- 田代主水
- 田代真一
- 田代有三 A
- 田代祐平
- 多田大介
- 多田高行
- 夛田凌輔
- 只木章広
- 多々良敦斗
- 舘野俊祐
- 橘章斗
- 立原元夫 A
- 伊達倫央
- 立石飛鳥
- 立石敬之
- 立石智紀
- 田所諒
- 田中亜土夢
- 田中謙吾
- 田中恵太
- 田中賢治
- 田中孝司 A
- 田中幸治
- 田中康平 (サッカー選手)
- 田中康平 (1995年生のサッカー選手)
- 田中秀人
- 田中淳
- 田中舜
- 田中俊一
- 田中パウロ淳一
- 田中淳也
- 田中順也 A
- 田中真二 A
- 田中紳太郎
- 田中奏一
- 田中大輔
- 田中貴大
- 田中達也 (1982年生のサッカー選手) A
- 田中達也 (1992年生のサッカー選手)
- 田中哲也
- 田中輝和
- 田中輝希
- 田中俊也
- 田中信孝
- 田中隼磨 A
- 田中英雄
- 田中秀哉
- 田中洋明
- 田中裕人
- 田中誠 A
- 田中優毅
- 田中マルクス闘莉王 A
- 田中雍和 A
- 田中泰裕
- 田中佑昌
- 田中裕介
- 田中雄大 (1988年生のサッカー選手)
- 田中雄大 (1995年生のサッカー選手)
- 田中敬孝
- 棚田伸
- 棚橋雄介
- 田邉草民
- 田辺治太郎
- 田鍋陵太
- 田辺和彦
- 谷晃生 A
- 谷真一郎 A
- 谷池洋平
- 谷尾昂也
- 谷尾隆博
- 谷奥優作
- 谷川烈
- 谷口圭
- 谷口堅三
- 谷口彰悟 A
- 谷口博之
- 谷口功
- 谷中治 A
- 谷村憲一
- 田ノ上信也
- 田上裕
- 田畑昭宏
- 田端信成
- 田端秀規
- 田原輝幸
- 田原豊
- 田畑輝樹
- 田渕龍二
- 玉井操 A
- 玉置慎也
- 玉川皓太
- 玉田圭司 A
- 玉乃淳
- 玉林睦実
- 田宮勇次
- 田村翔太
- 田村直弘
- 田村直也
- 田村仁崇
- 田村貢
- 田村恵 A
- 田村祐基
- 田村裕二
- 田村雄三
- 為田大貴
- 田森大己
- 樽谷恵三
- 俵積田晃太 A
- 丹野研太

### ち
- 千明聖典
- 千島徹
- 千野俊樹
- 千葉真也
- 千葉貴仁
- 千葉直樹
- 千葉泰伸
- 千葉裕也
- 千葉和彦 A
- 茶野隆行 A
- 中後雅喜
- 長正之
- 千代反田充

### つ
- 塚田雄二
- 塚野真樹
- 塚本明正
- 塚本翔平
- 塚本泰史
- 塚本秀樹
- 月岡利明
- 築舘範男
- 継谷昌三 A
- 佃賢典
- 津越智雄
- 辻周吾
- 辻正男
- 辻尾真二
- 辻田真輝
- 辻本茂輝
- 津田和樹
- 津田琢磨
- 津田知宏
- 津田幸男 A
- 土田尚史
- 土橋正樹 A
- 土屋明大
- 土屋健太
- 土屋潤二
- 土屋征夫
- 筒井俊
- 筒井紀章
- 都築龍太 A
- 堤健吾
- 堤俊輔
- 堤喬也
- 綱田大志
- 都並敏史 A
- 津野健次
- 坪井慶介 A
- 坪内秀介
- 坪田和美 A
- 津本貴啓
- 筑城和人
- 鶴田達也
- 鶴田道弘
- 鶴野太貴
- 弦巻健人
- 鶴見聡貴
- 鶴見智美

### て
- 出井正太郎
- ディビッドソン純マーカス
- 手倉森浩
- 手倉森誠
- 手島和希
- 手島志郎 A
- 手塚聡 A
- 鐡戸裕史
- 寺川能人
- 寺田一太
- 寺田周平 A
- 寺田紳一
- 寺田武史
- 寺田洋介
- 寺西忠成
- 照井篤
- 伝庄優

### と
- 土井康平
- 土居聖真
- 土井将平
- 土肥洋一 A
- 土居義典
- 土井良太
- 堂柿龍一
- 當間建文
- 東間勇気
- 堂森勝利
- 遠国信也
- 遠山深
- 冨樫剛一
- 戸川健太
- 時崎悠
- 常澤聡
- 土岐田洸平
- 鴇田周作
- 鴇田正憲 A
- 時久省吾
- 常盤聡
- 徳重健太
- 徳重隆明
- 徳永悠平 A
- 都倉賢
- 戸倉健一郎
- 床井伸太朗
- 戸島章
- 戸田和幸 A
- 戸田賢良
- 戸田光洋
- 橡尾健次 A
- 戸塚哲也 A
- 刀根亮輔
- 外池大亮
- 鳥羽俊正
- 土橋宏由樹
- 都丸昌弘
- 富居大樹
- 富岡英聖
- 富沢清司 A
- 富澤清太郎
- 冨嶋均
- 冨田健二
- 富田晋伍
- 冨田晋矢
- 富田康仁
- 冨田大介
- 富所悠
- 富永英明
- 富永康博
- 冨成慎司
- 富山貴光
- 冨山達行
- 冨山卓也
- 友澤剛気
- 友近聡朗
- 豊川雄太
- 豊嶋邑作
- 豊田陽平 A
- 豊満貴之
- 鳥居塚伸人
- 鳥養祐矢
- 鳥原光憲

### な
- 内藤圭佑
- 内藤友康
- 内藤就行
- 内藤洋平
- 内藤直樹
- 直木和 A
- 永井篤志
- 永井堅梧
- 永井謙佑 A
- 永井俊太
- 中井昇吾
- 中居時夫
- 永井秀樹
- 永井雄一郎 A
- 永井良和 A
- 中井義樹
- 永井龍
- 中尾康二
- 中尾幸太郎
- 永尾昇
- 中尾真那
- 長岡郷
- 中川寛斗
- 中河昌彦
- 中川雄二
- 中川勇人
- 中川裕平
- 中川義貴
- 永木亮太
- 中口雅史
- 中込正行
- 永坂勇人
- 永里源気
- 中里崇宏
- 仲里航
- 中里宏司
- 長澤和明 A
- 長澤和輝 A
- 長沢駿
- 中澤聡太
- 長澤徹
- 中澤佑二 A
- 永島昭浩 A
- 中島健太
- 中島浩司 (サッカー選手)
- 中島康平
- 中島俊一 (サッカー選手)
- 中嶋譲
- 中島翔哉
- 中島崇典
- 中島豪
- 長島裕明
- 中島裕希
- 中嶋雄大
- 中島良輔
- 中島礼司
- 中田一三
- 仲田建二
- 中田健太郎
- 中田浩二 (サッカー選手) A
- 永田崇
- 永田拓也
- 中田英寿 A
- 中田仁司
- 永田充 A
- 中田洋介
- 中田洋平
- 永田隆二
- 永田亮太
- 中谷浩勝
- 中谷勇介
- 中津留奨吾
- 永冨裕也
- 長友耕一郎
- 長友佑都 A
- 中西永輔 A
- 中西哲生
- 長沼健 A
- 中野圭
- 中野圭一郎
- 長野聡
- 中野洋司
- 中野裕太 (サッカー選手)
- 中野遼太郎
- 中橋絢也
- 長橋康弘
- 永畑祐樹
- 中林洋次
- 中原秀人
- 中原彰吾
- 中原貴之
- 中払大介
- 仲間隼斗
- 中町公祐
- 中丸貴之
- 中三川哲治
- 長嶺寛明
- 長峯宏範
- 中村彰宏
- 中村充孝
- 中村和哉
- 中村一義 (サッカー選手) A
- 仲村京雅
- 中村聖
- 中村敬斗 A
- 中村元 (1978年生のサッカー選手)
- 中村元 (1981年生のサッカー選手)
- 中村元樹
- 中村憲剛 A
- 中村豪 (サッカー選手)
- 中村航輔 A
- 中村幸聖
- 中村重和
- 中村俊輔
- 中村駿太 (サッカー選手)
- 中村伸
- 中村太亮 (サッカー選手)
- 中村忠 (サッカー選手) A
- 中村有
- 中村勤
- 中村直志 A
- 中村英之
- 中村宏紀
- 中村洋仁
- 中村北斗
- 中村真人 (サッカー選手)
- 中村学 (サッカー選手)
- 中村祐輝
- 中村友亮
- 中村祐人
- 中村祐也
- 中村祐哉
- 中村祥朗
- 中村亮太
- 中村隼
- 中村亮 (1981年生のサッカー選手)
- 中村亮 (1996年生のサッカー選手)
- 中本邦治 A
- 中森大介
- 長山一也
- 永山邦夫
- 中山元気
- 中山悟志
- 中山昇 (サッカー選手)
- 中山博貴
- 中山雅史 A
- 中山友規
- 永芳卓磨
- 柳楽智和
- 奈須伸也
- 那須大亮
- 那須川将大
- 名塚善寛 A
- 棗佑喜
- 名取篤 A
- 名波浩 A
- 鍋田亜人夢
- 奈良竜樹
- 楢﨑正剛 A
- 奈良崎寛
- 名良橋晃 A
- 奈良林寛紀
- 奈良安剛
- 奈良輪雄太
- 成山裕治
- 鳴尾直軌
- 成岡翔
- 難波宏明

### に
- 新川織部
- 新沼泉
- 新村泰彦
- 新村純平
- 牲川歩見
- 西眞一
- 西大伍 A
- 西紀寛 A
- 西弘則
- 西政治
- 西洋祐
- 西尾崚
- 西岡謙太
- 西岡大輝
- 西ヶ谷隆之
- 西川周吾
- 西川周作 A
- 西河翔吾
- 西川優大
- 西川吉英
- 西口諒
- 西澤明訓 A
- 西澤淳二
- 西澤代志也
- 西嶋弘之
- 西田剛
- 西田信孝
- 西田吉洋
- 西谷正也
- 西野朗 A
- 西野晃平
- 西野貴治
- 西野努
- 西野誠 (サッカー選手)
- 西野泰正
- 西野隆司
- 西原誉志
- 西原拓己
- 西部洋平
- 西村昭宏 A
- 西村弘司
- 西邑昌一 A
- 西村拓真 A
- 西村卓朗
- 西村俊寛
- 西村英樹
- 西村竜馬
- 西本竜洋
- 西森正明
- 西山峻太
- 西山孝朗 A
- 西山貴永
- 西山哲平
- 西脇良平
- 仁田尾博幸
- 新田広一郎
- 新田純也
- 新田純興
- 新田大介
- 二戸将
- 二宮一拓
- 二宮洋一 A
- 二宮寛 A
- 二宮浩
- 二瓶翼
- 二村昭雄 A
- 丹羽大輝
- 丹羽貴亮
- 丹羽洋介
- 丹羽竜平

### ぬ
- 布部陽功
- 沼尻健太
- 沼田圭悟
- 塗師亮

### ね
- 根岸誠一
- 根子達也
- 根占真伍
- 根引謙介
- 根本翔
- 根本裕一
- 根本亮助

### の
- 直川公俊
- 野上結貴
- 野垣内俊
- 野口幸司 A
- 野口直人
- 野口裕司
- 野口遼太
- ノグチピント・エリキソン
- 野崎桂太
- 野崎雅也
- 野崎陽介
- 野沢晃 A
- 野澤健一
- 野沢拓也
- 野沢英之
- 野沢正雄 A
- 野澤洋輔
- 野地照樹
- 野嶋良
- 野田明弘
- 野田恭平
- 野田紘史
- 野田知
- 野田隆之介
- 野津謙
- 野津田岳人 A
- 野寺和音
- 埜下荘司
- 野々村芳和
- 登尾顕徳
- 登里享平
- 野見山秀樹
- 野村貢 A
- 野村六彦
- 野本泰崇
- 野本安啓
- 則武謙 A

### は
- ハーフナー・ディド
- ハーフナー・ニッキ
- ハーフナー・マイク A
- ハウバート・ダン
- 芳賀博信
- 萩野英明
- 萩原達郎
- 萩村滋則
- 萩原洪拓
- 羽地登志晃
- 橋内優也
- 橋内竜真
- 橋垣戸光一
- 橋口勝
- 橋田聡司
- 橋爪勇樹
- 橋村祐太
- 橋本幸一
- 橋本晃司
- 橋本淳 (サッカー選手)
- 橋本卓
- 橋本巧 (サッカー選手)
- 橋本早十
- 橋本英郎 A
- 橋本真人
- 橋本雄二
- 橋本亮一
- 橋本和
- 橋本拳人
- 柱谷幸一 A
- 柱谷哲二 A
- 蓮見知弘
- 長谷川アーリアジャスール
- 長谷川健太 A
- 長谷川太郎
- 長谷川務 (サッカー選手)
- 長谷川徹 (サッカー選手)
- 長谷川豊喜
- 長谷川治久 A
- 長谷川博一 (サッカー選手)
- 長谷川満 (サッカー選手)
- 長谷川悠
- 長谷川祥之 A
- 長谷川太一
- 長谷部彩翔
- 長谷部茂利
- 長谷部誠 A
- 畑喜美夫
- 羽田敬介
- 秦賢二
- 畑実
- 畠山啓
- 畑田真輝
- 旗手真也
- 幡野貴紀
- 波夛野寛
- 畑本時央
- 蜂須賀孝治
- 八角剛史
- 初田真也
- 八田直樹
- 八反田康平
- 服部公太
- 服部順一
- 服部大樹
- 服部年宏 A
- 服部浩紀
- 服部康雄
- 波戸康広 A
- 花井聖
- 端戸仁
- 花山英二
- 羽生直剛 A
- 羽田憲司
- 馬場賢治
- 馬場悠企
- 馬場憂太
- 馬場悠
- 羽畑公貴
- 濱岡和久
- 浜岡寛
- 浜口和義
- 濱口和明
- 浜崎昌弘 A
- 濱崎陽平
- 濱田武
- 濱田照夫
- 濱田水輝
- 濱田雄太
- 濵野勇気
- 浜野征哉
- 早川知伸
- 早川史哉
- 早坂良太
- 林彰洋
- 林一章
- 林佳祐
- 林健太郎 (サッカー選手) A
- 林晃平
- 林慧
- 林卓人
- 林丈統
- 林威宏
- 林祐征
- 林勇介
- 林隆太
- 林陵平
- 林容平
- 早野宏史
- 端山豪
- 羽山拓巳
- 原一樹
- 原秀治 (サッカー選手)
- 原信生
- 原裕晃
- 原博実 A
- 原正文 A
- 原裕太郎
- 原竜太
- 原川力
- 原口元気 A
- 原崎政人
- 茨田陽生
- 原田開
- 原田圭輔
- 原田紘介
- 原田慎太郎 (サッカー選手)
- 原田拓
- 原田武男
- 原田憲知
- 原田欽庸
- 針谷岳晃
- 波立紀夫
- 春山泰雄 A
- バングーナガンデ佳史扶 A
- 半田武嗣
- 萬代宏樹
- 播戸竜二 A

### ひ
- 比嘉健志郎
- 比嘉厚平
- 比嘉盛範
- 比嘉祐介
- 比嘉リカルド
- 東慶悟
- 東幸一
- 東川昌典
- 東口順昭
- 挽地祐哉
- 曵地裕哉
- 樋口士郎
- 樋口大輝
- 樋口寛規
- 樋口靖洋
- 樋口雄太
- 久富賢
- 久留貴昭
- 久永辰徳
- 飛弾暁
- 日高慶太
- 日高拓磨
- 日高拓哉
- 日高智樹
- 日高憲敬 A
- 日野優
- 姫野昂志
- 百武義成
- 兵働昭弘
- 兵藤慎剛
- 兵頭由教
- 平秀斗
- 平井将生
- 平井晋太郎
- 平井直人
- 平石健太
- 平出涼
- 平岡直起
- 平岡宏章
- 平岡靖成
- 平岡康裕
- 平川忠亮
- 平川弘 A
- 平河悠 A
- 平木良樹
- 平木隆三 A
- 平沢周策 A
- 平沢政輝
- 平繁龍一
- 平島崇
- 平瀬智行 A
- 平田生雄
- 平田英治
- 平田俊英
- 平塚次郎
- 平野甲斐
- 平野孝 A
- 平野又三
- 平林輝良寛
- 平間智和
- 平間直道
- 平松康平
- 平松大志
- 平本一樹
- 平山相太 A
- 平山智規
- 平山智也
- 廣井友信
- 廣池寿
- 広岡ライアン勇輝
- 広瀬治
- 廣瀬浩二
- 廣瀬智靖
- 廣田隆治
- 廣長優志
- 廣永遼太郎
- 広庭輝
- 広野耕一
- 廣山望 A

### ふ
- 笛真人
- 深井一希
- 深井正樹
- 深川友貴
- 深澤仁博
- 深津康太
- 深水章生
- 深谷友基
- 福井理人
- 福井諒司
- 福王忠世
- 福重良一
- 福島玄一
- 福島新太
- 福嶋洋
- 福田晃斗
- 福田健二
- 福田健介
- 福田健人
- 福田俊介
- 福田豊和
- 福田正博 A
- 福留亮
- 福永泰
- 福西崇史 A
- 福原喜和
- 福原黎三 A
- 福満隆貴
- 福村貴幸
- 福本尚純
- 福元洋平
- 福森晃斗
- 藤直也
- 冨士祐樹
- 藤井大輔 (サッカー選手)
- 藤井貴
- 藤井悠太
- 藤岡浩介
- 藤ヶ谷陽介
- 藤川康司
- 藤川虎太朗
- 藤川孝幸
- 藤川久孝
- 藤川祐司
- 藤口光紀 A
- 藤倉寛
- 藤崎義孝
- 藤定孝章
- 藤嶋栄介
- 藤島信雄 A
- 藤代伸世 A
- 藤田息吹
- 藤田健
- 藤田譲瑠チマ A
- 藤井航大
- 藤井陽也 A
- 藤田浩平
- 藤田聡 (サッカー選手)
- 藤田静夫
- 藤田征也
- 藤田泰成
- 藤田俊哉 A
- 藤田直之
- 藤田優人
- 藤田義明
- 藤田祥史
- 藤春廣輝
- 藤牧祥吾
- 藤村慶太
- 藤本貢壽
- 藤本康太
- 藤本淳吾 A
- 藤本主税 A
- 藤本憲明
- 藤本雄基
- 藤本義一 (サッカー選手)
- 藤本敏史 (サッカー選手)
- 藤元大輔
- 藤山竜仁
- 藤吉皆二朗
- 藤吉信次
- 藤原務
- 藤原広太朗
- 藤本修司
- 藤本大
- 布施祐典
- 二川孝広 A
- 二見宏志
- 太洋一
- 舟越稔
- 船越優蔵
- 船谷圭祐
- 舩津徹也
- 船津佑也
- 船本幸路 A
- 船山貴之
- 船山祐二
- 古川大悟
- 古川隆志
- 古川毅
- 古川昌明
- 古川能章
- 古川好男 A
- 古島清人
- 古田篤良 A
- 古田寛幸
- 古田泰士
- 古橋達弥
- 古部健太
- 古邊考功
- 不老伸行
- 不破整

### へ
- 辺見昌樹

### ほ
- 寶示戸進哉
- ポープ・ウィリアム
- 保坂一成
- 保坂孝
- 保坂司 A
- 保坂不二夫
- 保崎淳
- 星大輔
- 星川敬
- 星子泰斗
- 星出悠
- 星野悟
- 星野真悟
- 星野圭佑
- 星原健太
- 細江敏矢
- 細貝新
- 細貝萌 A
- 細貝竜太
- 細川淳矢
- 細谷一郎 A
- 細谷真大 A
- 堀田秀平
- 堀田利明
- 保戸田春彦
- 堀健人
- 堀孝史
- 堀井岳也
- 堀井美晴
- 堀池巧 A
- 堀池洋充
- 堀内省吾
- 堀内大輔
- 堀江忠男 A
- 堀河俊大
- 堀切良輔
- 堀口照幸
- 堀米勇輝
- 堀米悠斗
- 堀之内聖
- 本田圭佑 A
- 本田功輝
- 本田真吾
- 本多進司
- 本田征治
- 本田拓也 A
- 本田長康 A
- 本田将也
- 本田泰人 A
- 本多勇喜
- 本田慎之介
- 本並健治 A
- 本間勲
- 本間和生
- 本間幸司
- 本街直樹

### ま
- 毎熊晟矢 A
- フィッツジェラルド舞行龍ジェームズ
- 前貴之
- 前川和也 A
- 前川大樹
- 前川黛也 A
- 真栄城兼哉
- 前園真聖 A
- 前田治 A
- 前田和明
- 前田和也 (サッカー選手)
- 前田和哉
- 前田浩二
- 前田俊介
- 前田隆 (サッカー選手)
- 前田高孝
- 前田直輝
- 前田信弘
- 前田秀樹 A
- 前田雅文
- 前田悠佑
- 前田陽平
- 前田義貴
- 前田遼一 A
- 前田凌佑
- 前野貴徳
- 前山恭平
- 巻誠一郎 A
- 巻佑樹
- 牧内慶太
- 牧内辰也
- 牧野悟
- 牧野真二
- 槙野智章 A
- 牧野泰直
- 真子秀徳
- 真下佐登史
- 増川隆洋
- 益子義浩
- 増嶋竜也
- 増田勝文
- 増田功作
- 増田繁人
- 増田卓也
- 増田忠俊 A
- 増田誓志 A
- 桝田雄太郎
- 桝本厚志
- 増本浩平
- 益山司
- 間瀬秀一
- 町田浩樹 A
- 町田忠道
- 町田多聞
- 町田也真人
- 町中大輔
- 町野修斗 A
- 松井清隆 A
- 松井敬佑
- 松井謙弥
- 松井大輔 A
- 松浦敦史
- 松浦勇武
- 松浦宏治
- 松浦拓弥
- 松浦敏夫 A
- 松裏英明
- 松尾篤
- 松尾元太
- 松尾昇悟
- 松尾直人
- 松岡真吾
- 松岡康暢
- 松岡祐弥
- 松岡亮輔
- 松ヶ枝泰介
- 松川友明
- 松木安太郎 A
- 松下和磨
- 松下幸平
- 松下太輔
- 松下年宏
- 松下裕樹 (サッカー選手)
- 松下泰士 (サッカー選手)
- 松島竜太
- 松田和也
- 松田圭右
- 松田康佑
- 松田岳夫
- 松田勉
- 松田輝幸
- †松田直樹 A
- 松田英樹
- 松田浩
- 松田正俊
- 松田悦典
- 松田力
- 松永章 A
- 松永行 A
- 松永一慶
- 松永成立 A
- 松永祥兵
- 松永碩 A
- 松永信夫 A
- 松永英機
- 松波正信
- 松橋章太
- 松橋優
- 松原健
- 松原修平
- 松原忠明
- 松原浩樹
- 松原優吉
- 松原良香
- 松丸貞一 A
- 松村亮
- 松本育夫 A
- 松本磨
- †松本暁司 A
- 松本圭介 (サッカー選手)
- 松本憲
- 松本光平 (サッカー選手)
- 松本翔
- 松本大樹 (サッカー選手)
- 松本昂聡
- 松本拓也 (サッカー選手)
- 松本浩幸
- 松本昌也
- 松本祐樹
- 松本怜大
- 松本怜
- 松本陽介
- 松森亮
- 松山大輔
- 松山大地
- 松山博明
- 松山吉之 A
- 松代直樹
- 的場千尋
- 眞中幹夫
- 眞中靖夫
- 真野亮二
- 丸谷明
- 丸谷清之介 A
- 丸谷拓也
- 丸谷祐一
- 丸野勝一郎
- 丸橋祐介
- 丸山祐市
- 丸山良明
- 満生充
- 萬場努

### み
- 三浦旭人
- 三浦淳宏 A
- 三浦修
- 三浦知良 A
- 三浦弦太
- 三浦颯太 A
- 三浦天悟
- 三浦文丈
- 三浦雅之
- 三浦泰年 A
- 三浦雄也
- 美尾敦
- 三門雄大
- 三上明紀
- 三上和良
- 三上卓哉
- 三上陽輔
- 三鬼海
- 三木隆司
- 三木健 (サッカー選手)
- 三木良太
- 御厨景
- 御厨貴文
- 三竿雄斗
- 見崎充洋
- 三澤慶一
- 三澤純一
- 三島康平
- 三島勇太
- 水内猛
- 水木勇人
- 水筑優文
- 水口洋次
- 水越潤
- 水崎靖
- 水島武蔵
- 水谷允俊
- 水谷雄一
- 水永翔馬
- 水沼宏太 A
- 水沼貴史 A
- 水野和樹
- 水野晃樹 A
- 水野泰輔
- 水野隆 A
- 水原大樹
- 水本勝成
- 水本裕貴 A
- 水谷京太
- 溝渕雄志
- 三田光
- 三田啓貴
- 見田雅之
- 路木健
- 路木龍次 A
- 光岡眞矢
- 満田誠 A
- 光永祐也
- 三戸舜介 A
- 三平和司
- 皆川翔太
- 南秀仁
- 己浪学
- 南祐三
- 南雄太
- 南陽介 (サッカー選手)
- 南省吾
- 南野拓実
- 皆本勝弘
- 三根和起
- 三野草太
- 簔口祐介
- 美濃部直彦
- 箕輪義信 A
- 三原向平
- 三原直樹
- 三原廣樹
- 三原雅俊
- †三村恪一 A
- 三村真
- 大山啓輔
- 宮市剛
- 宮市亮 A
- 宮内聡 A
- 宮内龍汰
- 宮川悟
- 宮川大輔 (サッカー選手)
- 宮阪政樹
- 宮坂翔
- 宮崎光平
- 宮崎大志郎
- 宮崎泰右
- 宮崎智彦
- 宮沢克行
- 宮澤浩
- 宮沢正史
- 宮澤ミシェル
- 宮澤勇樹
- 宮澤裕樹
- 宮路洋輔
- 宮下俊
- 宮田孝治 A
- 宮田繁輝
- 宮田直樹 (サッカー選手)
- 宮原和也
- 宮原裕司
- 深山静夫 A
- 宮村正志
- 宮本卓也
- 宮本恒靖 A
- 宮本輝紀 A
- 宮本亨
- 宮本征勝 A
- 宮吉拓実
- 三幸秀稔
- 明神智和 A
- 明堂和也
- 三吉聖王
- 三好毅典
- 三好拓児
- 三好洋央

### む
- 向慎一
- 麦田和志
- 椋原健太
- 六車拓也
- 向島建
- 向島満
- 六平光成
- 牟田雄祐
- 武藤真一
- 武藤崇志
- 武藤雄樹
- 武藤嘉紀 A
- 宗政潤一郎
- 村井慎二 A
- 村井泰希
- 村尾龍矢
- 村岡拓哉
- 村岡博人 A
- 村形繁明
- 村上一樹
- 村上和弘
- 村上巧
- 村上伸次
- 村上範和
- 村上佑介
- 村口良平
- 村瀬和隆
- 村瀬勇太
- 村田一弘
- 村田和哉 (サッカー選手)
- 村田翔
- 村田達哉
- 村田教生
- 村松潤
- 村松大輔
- 村松知輝
- 村松浩
- 村山浩史
- 村山智彦
- 村山祐介
- 室拓哉
- 室井市衛
- 室屋成

### め
- 米田兼一郎

### も
- 茂木弘人
- 望月一仁
- 望月一頼
- 望月聡 A
- 望月重良 A
- 望月達也
- 望月慎之
- 望月豊仁 A
- 望月竜次
- 望月嶺臣
- 持留新作
- 茂木駿佑
- 元田庄吾
- 本橋卓巳
- 本山雅志 A
- 本吉剛
- 茂庭照幸 A
- 籾谷真弘
- 百瀬俊介
- 森敦彦
- 森英次郎
- 森一紘
- 森惠佑
- 森賢一
- 森泰次郎
- 森孝慈 A
- 森直樹 (1977年生のサッカー選手)
- 森秀昭
- 森正明 A
- 森勇介
- 森陽一
- 森洋介
- 森岡茂
- 森岡隆三 A
- 森岡亮太
- 森川潤一
- 森川泰臣
- 森川拓巳
- 森崎和幸
- 森崎浩司
- 森崎嘉之
- 森重潤也
- 森重達也
- 森重真人 A
- 森下俊
- 森下申一 A
- 森下聖二
- 森下英矢
- †森下仁之
- 森下仁志
- 森下龍矢 A
- 森嶋勇斗
- 森島寛晃 A
- 森島康仁
- 森田耕一郎 (サッカー選手)
- 盛田剛平
- 森田真吾
- 森田真司
- 守田創
- 守田達弥
- 森田浩史
- 森戸壮介
- 森永敏春
- 森村昂太
- 森本貴幸 A
- 森本良 (サッカー選手)
- 森本勇一
- 森本悠馬
- 森谷佳祐
- 森谷賢太郎
- 森保一 A
- 森保洋
- 森安洋文
- 森山泰行 A
- 森山佳郎 A
- 森脇良太 A
- 諸江健太

### や
- 八重樫茂生 A
- 八柄堅一
- 八木直生
- 八木沼瞬
- 谷澤達也
- 矢島慎也
- 矢島卓郎
- 安川有
- 安田晃大
- 安田忠臣
- 保田道夫 A
- 安田理大 A
- 安武亨
- 安永聡太郎
- 安原真一
- 安原成泰
- 八十祐治
- 矢田旭
- 谷田悠介
- 八田康介
- 柳川雅樹
- 柳崎祥兵
- 柳沢敦 A
- 柳澤宏太
- 柳澤隼
- 柳沢将之
- 柳下正明
- 柳田伸明
- 柳本啓成 A
- 矢野貴章 A
- 矢野健太郎 (サッカー選手)
- 矢野大輔
- 矢野隼人
- 矢野マイケル
- 矢野学
- 矢野哲也
- 矢畑智裕
- 養父雄仁
- 藪田光教
- 矢部次郎
- 山内智裕
- 山内祐一
- 山内友喜
- 山尾光則
- 山岡哲也
- 山形恭平
- 山形辰徳
- 山形雄介
- 山木勝博
- 山岸智 A
- 山岸臣也
- 山岸範宏
- 山岸範之
- 山岸ヨヴァン淳一ニコリッチ
- 山口篤史
- 山口和樹 (1986年生のサッカー選手)
- 山口和樹 (1995年生のサッカー選手)
- 山口慶
- 山口悟 A
- 山口智 (サッカー選手) A
- 山口貴弘
- 山口貴之
- 山口武士
- 山口哲治 (サッカー選手)
- 山口敏弘 A
- 山口蛍 A
- 山口素弘 A
- 山口芳忠 A
- 山越享太郎
- 山腰泰博
- 山崎光太郎
- 山崎慎治
- 山崎哲也
- 山崎真 (サッカー選手)
- 山崎正登
- 山崎雅人
- 山崎侑輝
- 山崎亮平
- 山崎渡
- 山崎芳樹
- 山路修 A
- 山路嘉人
- 山下一弥
- 山下訓広
- 山下真太郎
- 山下達也
- 山下芳輝 A
- 山城純也
- 山瀬功治 A
- 山瀬幸宏
- 山田元気
- 山田晃平
- 山田午郎
- 山田将司
- 山田隆裕 A
- 山田拓巳
- 山田卓也 A
- 山田俊毅
- 山田智紀
- 山田智也
- 山田直輝 A
- 山田尚幸
- 山田暢久 A
- 山田大記 A
- 山田裕也
- 山田正道
- 山田松市
- 山田満夫
- 山田泰寛
- 山田祥史
- 山出実
- 山中誠晃
- 山中亮輔
- 山西尊裕
- 山西博文
- 山根伸泉
- 山根巌
- 山野孝義 A
- 山之内優貴
- 山橋貴史
- 山藤健太
- 山道高平
- 山村和也 A
- 山村博土
- 山村泰弘
- 山村佑樹
- 山本朝陽
- 山本海人
- 山本健二 (サッカー選手)
- 山本康裕
- 山本孝平
- 山本脩斗
- 山本翔平
- 山本大輔
- 山本拓弥
- 山本英臣
- 山本英和
- 山本啓人
- 山本浩正
- 山本浩靖
- 山本郁弥
- 山本正男
- 山本真希
- 山本昌邦 A
- 山本康彦
- 山本雄大
- 山本僚
- 山本祥輝
- 山谷紘大

### ゆ
- 結城耕造
- 結城治男
- 湯口栄蔵 A
- 行友亮二
- 遊佐克美
- 湯澤洋介
- 湯田哲生
- 油原丈著
- 汰木康也

### よ
- 要田勇一
- 横内昭展
- 横竹翔
- 横谷繁
- 横谷政樹 A
- 横野純貴
- 横濱誠
- 横森巧
- 横山謙三 A
- 横山聡
- 横山翔平
- 横山貴之
- 横山拓也
- 横山知伸
- 横山博敏
- 横山正文 A
- 横山雄次
- 吉井孝輔
- 吉井直人
- 吉浦茂和
- 吉岡航平
- 吉岡聡
- 吉川京輔
- 吉川健太
- 吉川公二
- 吉川拓也
- 吉川剛幸
- 吉川亨 A
- 吉坂圭介
- 吉崎エイジーニョ
- 吉澤正悟
- 吉澤英生
- 吉澤佑哉
- 吉田明生
- 吉田明博
- 吉田賢太郎
- 吉田幸生
- 吉田智志
- 吉田悟
- 吉田孝行
- 吉田拓矢
- 吉田達磨
- 吉田暢
- 吉田智尚
- 吉田弘 (サッカー選手) A
- 吉田浩 (サッカー選手)
- 吉田裕幸
- 吉田眞紀人
- 吉田正樹 (サッカー選手)
- 吉田真史 (サッカー選手)
- 吉田匡良
- 吉田麻也 A
- 吉田光範 A
- 吉田恵 (サッカー選手)
- 吉田宗弘
- 吉田靖
- 吉田安孝
- 吉田康弘 (サッカー選手)
- 吉田康幸
- 吉田勇樹
- 吉田豊 (サッカー選手)
- 吉武剛
- 吉成浩司
- 吉野恭平
- 吉野峻光
- 吉野智行
- 吉野喜貴
- 吉濱遼平
- 吉原宏太 A
- 吉原慎也
- 吉原正人
- 吉弘充志
- 吉見一星
- 吉水法生 A
- 吉村圭司
- 吉村光示
- 吉村大志郎 A
- 吉村寿洋
- 吉本淳
- 吉本一謙
- 吉本岳史
- 吉本哲朗
- 依田光正
- 淀川隆博
- 与那城ジョージ A
- 米倉恒貴
- 米倉誠
- 米澤淳司
- 米澤剛志
- 米田徹
- 米本拓司 A
- 米山篤志 A
- 米山大輔
- 米山隆一 (サッカー選手)
- 寄井憲

### ら
- 楽山孝志
- ラモス瑠偉 A

### り
- 李忠成 A
- 林堂眞

### ろ
- 六反勇治
- 呂比須ワグナー A

### わ
- 若井研治
- 若狭大志
- 若杉好輝
- 若林竹雄 A
- 若林学
- 若松賢治
- 若松大樹
- 若宮直道
- 和久井秀俊
- 輪湖直樹
- 鷲田雅一
- 早稲田一男
- 和田潤
- 和田翔太
- 和田新吾
- 和田拓三
- 和田拓也 (サッカー選手)
- 和田達也
- 和田倫季
- 和田昌裕
- 和田雄三
- 和多田充寿
- 渡辺彰宏
- 渡邉一平
- 渡邊一仁
- 渡邉千真 A
- 渡邊圭二
- 渡邊了太
- 渡辺広大
- 渡辺淳一 (サッカー選手)
- 渡邉晋
- 渡邉大剛
- 渡辺貴之 (サッカー選手)
- 渡辺卓 (サッカー選手)
- 渡辺匠
- 渡辺毅 A
- 渡部英麿 A
- 渡部博文
- 渡辺誠 (サッカー選手)
- 渡邉将基
- 渡辺正 A
- 渡部学
- 渡辺三男 A
- 渡邉三城
- 渡辺光輝
- 渡辺泰広
- †渡邊彌之助 A
- 渡辺由一 A
- 渡辺佳孝
- 渡辺亮太
- 渡部大輔 (サッカー選手)
- 渡大生
- 亘崇詞
- 和波智広